# Oblys de Karaganda
L'oblys de Karaganda (en kazakh : Қарағанды облысы) est la plus grande des régions administratives du Kazakhstan (428 000 km2).

## Divisions administratives
L'oblys de Karaganda a pour centre administratif la ville de Karaganda. Sa population est estimée à 1 363 638 habitants.
L'oblys est divisée en neuf districts (Kasach. Ауданы / Audany ) et 7 villes autonomes:

### Districts
| Districts                 | Chef-lieu   |
| ------------------------- | ----------- |
| District d'Abaï           | Abaï        |
| District d’Aktogaï        | Aktogaï     |
| District de Boukar-Jyraou | Botaqara    |
| District de Noura         | Kijewka     |
| District d'Ossakarow      | Ossakarowka |
| District de Karkaraly     | Karkaraly   |
| District de Janaarka      | Atassou     |
| District de Chet          | Aqsu-Ajuly  |
| District d’Ulytaou        | Ulytaou     |

### Villes autonomes de l'oblys
| Balkhash   |
| Karaganda  |
| Qarajal    |
| Saran      |
| Chakhtinsk |
| Djezkazgan |
| Temirtaou  |